# Helen (fill de Príam)

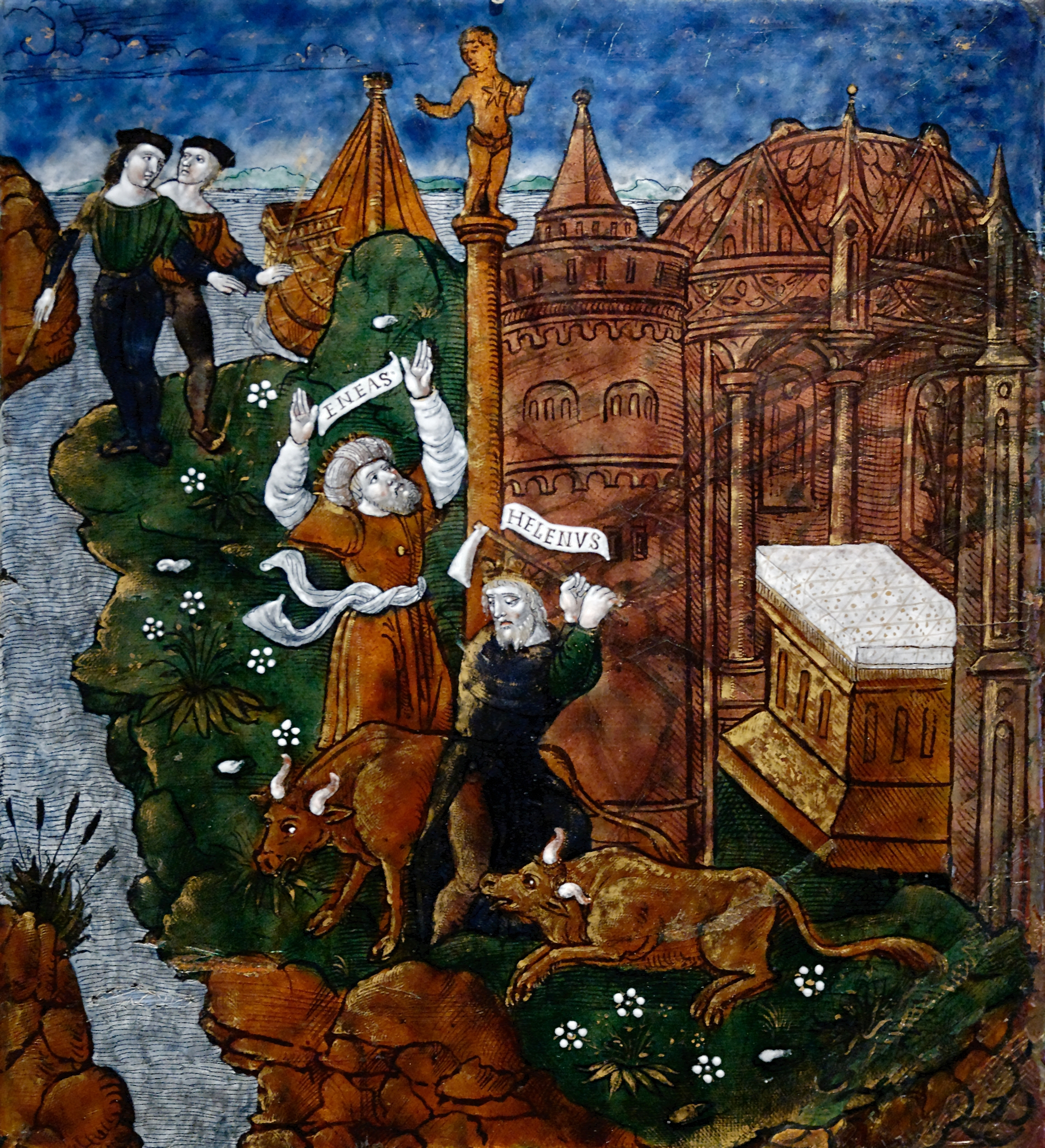
Eneas i Helen fan un sacrifici. Museu del Louvre

Helen (en grec clàssic Ἕλενος Helenos), segons la mitologia grega, va ser fill de Príam i Hècuba, i germà bessó de Cassandra. Els bessons van rebre el do de la profecia tots dos alhora, durant una nit que van passar al temple d'Apol·lo Timbreu, quan van restar oblidats al recinte. L'endemà al matí es van despertar rodejats de serps que els llepaven les orelles, i gràcies a això van poder interpretar després el llenguatge dels ocells i en general les manifestacions de la natura. Helen va rebre d'Apol·lo un arc d'ivori, amb el qual va poder ferir la mà d'Aquil·les. Va participar en els jocs fúnebres de Paris, quan es creia que Paris havia mort. Durant la primera part de la guerra de Troia, i fins a la mort de Paris, Helen lluità valerosament al costat d'Hèctor, i després de la mort de l'heroi, el substitueix al front de l'exèrcit troià. Menelau el fereix.
L'actitud de Helen canvia després de la mort de Paris, quan Príam li negà la mà d'Helena i la donà a Deífob. Helen es retirà a l'Ida i va decidir no participar més en la batalla. Calcant, l'endeví dels grecs, havia dit que Helen era l'únic que podia dir com es podria prendre la citat de Troia. Odisseu aconsegueix apoderar-se de Helen i mig per la força, mig per suborn, li va fer pronunciar l'oracle. Només es podrà vèncer Troia si Neoptòlem, fill d'Aquil·les, combatia amb els grecs, si els grecs aconseguien els ossos de Pèlops i finalment, si robaven el Pal·ladi, l'estàtua miraculosa que havia caigut del cel, als troians. S'expliquen també unes altres condicions que Helen imposà als grecs: que Filoctetes tornés a combatre amb els grecs i que consentís a donar-los les fletxes i l'arc d'Hèracles. Va ser Helen qui els aconsellà d'utilitzar un cavall de fusta per entrar els guerrers dins de les muralles de Troia.
Tots aquests favors, i la seva actitud durant la guerra, ja que havia impedit als troians de lliurar el cadàver d'Aquil·les als ocells i als gossos, i abans havia provat d'aturar Paris en el seu rapte d'Helena, li van valer la vida i la llibertat un cop caiguda Troia. A partir d'aquest moment hi ha diferents tradicions sobre la seva sort. En companyia d'Hècuba, Andròmaca i Cassandra i d'un grup de troians, es va dirigir al Quersonès Traci i s'hi va establir. Quan Hècuba es transformà en gossa, en aquells territoris, i va morir, Helen l'enterrà en un indret anomenat "La Tomba de la Gossa". Segons una altra versió, Helen i Cassandra van formar part del botí de Neoptòlem, i valent-se del seu do de la profecia, Helen va aconsellar a Neoptòlem que no tornés per mar amb els altres grecs, sinó per terra i així va evitar el desastre dels esculls de Cafareu, on es va perdre molta part de la flota grega. Quan Orestes va mater Neoptòlem a Delfos, Helen va casar-se amb Andròmaca, la seva viuda, amb la que va tenir un fill, Cestrí. Helen va regnar en lloc de Neoptòlem, però quan estava a punt de morir, va tornar el reialme al fill d'aquest, Molós.
Virgili presenta Helen com un "intèrpret dels déus", expert en els estels, el llenguatge de les aus i els auspicis que feien volant, i recull a l'Eneida el llarg oracle que el vident troià dona a Eneas i l'advertència que li fa sobre seu viatge a Itàlia. Li indica el senyal que li donaran els déus per saber el lloc escollit per a fundar la ciutat (Pal·lantea, vora el Tíber, damunt la qual més tard s'aixecaria Roma). Després li diu que ha d'evitar la costa de la Itàlia oriental, i aconsella Eneas que quan faci sacrificis, una vegada arribat a Itàlia, els faci "velato capite" amb el cap cobert, per a evitar veure durant el ritual "hostiles facies", cares hostils. Li parla també dels perills de la navegació, i dels escull d'Escil·la i Caribdis. Finalment li diu que per a tenir èxit en la seva empresa faci vots a la deessa Juno i que interrogui la sibil·la de Cumes per a aclarir els últims dubtes de l'expedició.
Ovidi diu que Helen era un vident que va predir a Eneas, quan Troia estava a punt de caure en mans dels grecs, el renaixement de la ciutat en la futura Roma, i la grandesa de la nova ciutat sota l'imperi d'August. Ciceró cita Helen entre els grans endevins (Amfiarau, Poliïdos, Melamp, Mopsos i Calcant), que van fer prediccions que van resultar certes.